# Фиат Крайслер САЩ
FCA US LLC, познат също като Фиат Крайслер или просто като Крайслер (на английски: Chrysler, /ˈkraɪslər/, „крайслър“), е американски автомобилен производител със седалище в Обърн Хилс, щата Мичиган, Съединените американски щати. FCA US е американското поделение на Фиат Крайслер Отомобайлс. Преименуването на Крайслер става на 15 декември 2014 г., за да отрази сливането Фиат-Крайслер. FCA US е сред т. нар. „голяма тройка“ американски производители на автомобили.
Корпорацията произвежда и продава автомобили в целия свят под марките Chrysler, Dodge, Jeep, Ram, а също произвежда автомобили, продавани под марката Fiat в Северна Америка. Други големи подразделения на Chrysler са Mopar (автомобилни части и аксесоари) и SRT (доработка и производство на спортни автомобили). През 2011 г. Chrysler Group е 12-ият по големина автомобилен производител в света и 7-ият с „Fiat“.

## Кратка история
The Chrysler Corporation е основана от Уолтър Крайслър (Walter Chrysler, 1875 – 1940) през 1925 г. като наследник на Maxwell Motor Company (основана 1904 г.) и конкурент на луксозните Cadillac и Packard. Chrysler e значително разширена през 1928 г., когато придобива компанията за транспорт Fargo и Dodge Brothers Company (Dodge). Същата година купува Plymouth и DeSoto. През 1987 г. Chrysler придобива American Motors Corporation (Jeep). На 21 юли 2011 г., Fiat S.p.A купува част от акциите на Chrysler, притежавани от Министерството на финансите на САЩ, като придобива мажоритарно участие и контрол над Chrysler. На 1 януари 2014 г. италианският автомобилен гигант придобива и останалите акции, миноритарен дял от 41,5%, който е собственост на базирания в Калифорния профсъюзен здравен фонд Veba, на стойност 4,35 милиарда щатски долара.

## Специални програми
По време на Втората световна война голяма част от ресурсите на Chrysler са насочени в изграждането на военни превозни средства. Компанията произвежда също и авиационни двигатели V12 и V16 HEMI с мощност 2535 PS (1864 kW) за самолети.

## Радарни антени
Важно участие на Chrysler по време на войната е в областта на радарите. През 1941 г. в Масачузетския технологичен институт е създадена лаборатория за разработване на микровълнови радари. Сред първите проекти е SCR-584, който става най-широко използвана радарна система на Втората световна война. За окончателно проектиране на тази антена и на нейния много сложен задвижващ механизъм армейските лаборатории се обръщат към Chrysler, където проектът е завършен и подготвен за производство. В завода Dodge са произведени 1500 антени SCR-584, а също фургоните за тези системи.

## Ракети
През април 1950 г. армията на САЩ създава Ordnance Guided Missile Center (OGMC) при Редстоунския арсенал (Redstone Arsenal) в непосредствена близост до Хънтсвил, Алабама. За създаването ѝ над 1000 цивилни и военни са прехвърлени от Форт Блис, Тексас. Включена е и група германски учени и инженери, ръководени от Вернер фон Браун, доведени в Америка по Проект Кламер. OGMC проектира балистични ракети PGM-11 Redstone в отговор на германските V-2 ракети. В отдел Misile за създаване на инженерни операция в Хънтсвил от Военноморските сили на САЩ е създадена първата ракета от Chrysler с ядрен заряд, взривена по време на тест в южната част на Тихия океан.
През 1959 г. NASA избира ракетата Redstone като основа за Mercury – Redstone и я използва за суборбиталните изпитателни полети на космическия кораб Project Mercury. Между ноември 1960 и март 1961 г. с 3 безпилотни ракети MLRV са направени опити, 2 от които успешни. The MLRV има успешен старт с астронавтите Алън Шепърд и Гюс Грисъм при 3 суборбитални полета през януари, май и юли 1961 г.
Амбициозните планове за пилотирани космически пътувания включва и проектирането на серията Saturn тежкотоварни ракети носители от Chrysler, като създават Space Division – Marshall Space Flight Center за първия етап на Saturn I и Saturn IB версии. Chrysler участва и в програмата Apollo. Между октомври 1961 и юли 1975 г. NASA използва 10 Saturn и 9 Saturn МЗ за орбитални и суборбитални полети, всички от които са били успешни.

## Други марки на Chrysler
Sunbeam (1901 – 1976)
Humber (1967 – 1976)
Singer (1905 – 1970)
Commer (1905 – 1979)
Hillman (1907 – 1976)
Karrier (1908 – 1977)
Simca (1934 – 1977)
Barreiros (1959 – 1978)
American Motors (AMC) (1954 – 1988)
Hudson (1909 – 1957)
Nash (1917 – 1957)
Rambler (1900 – 1914; 1950 – 1969)
Maxwell (1904 – 1926)
Graham Brothers (1916 – 1929)
Fargo (1920 – 1972)
DeSoto (1928 – 1961)
Plymouth (1928 – 2001)
Imperial (1955 – 1975; 1981 – 1983)
Valiant (1960 – 1976)
Valiant (1962 – 1981).
Valiant (1960 – 1966)
Eagle (1988 – 1998)
GEMCAR (1998 – 2011) продадена на Polaris Industries.

## Допълнителна информация
- Adler, Dennis. Chrysler.   MBI Publishers, 2000. ISBN 0-7603-0695-8. Посетен на 7 ноември 2012.
- Breer, Carl и др. The birth of Chrysler Corporation and its engineering legacy.   Society of Automotive Engineers, 1994. ISBN 1560915242. Посетен на 7 ноември 2012.
- Curcio, Vincent. Chrysler: The Life and Times of an Automotive Genius.   Oxford University Press, 2001. ISBN 0-19-507896-9. Посетен на 7 ноември 2012.
- Yanik, Anthony J. Maxwell Motor and the Making of the Chrysler Corporation.   Wayne State University Press, 2009. ISBN 978-0-8143-3423-2.